# Castellanoa marginata
Castellanoa marginata là một loài thực vật có hoa trong họ Amaryllidaceae. Loài này được (R.E.Fr.) Traub mô tả khoa học đầu tiên năm 1953.